# Mártonffi Mór Antal
Mártonffi (olykor Mártonffy) Mór Antal (Csíksomlyó, 1739. március 3. – Istensegíts, 1794. december 22.) minorita plébános, a madéfalvi vérengzés után Moldvába bujdosott székelyek papja.

## Élete
Tanulmányait Csíksomlyón, Kantában, majd Egerben végezte, később Istensegíts plébánosa lett.
1776 év őszén a madéfalvi veszedelem után Moldvába kibujdosott székelyek csoportjaiból az ő vezetésével alapították meg Bukovinában, a Suceava folyó mellett Fogadjisten és Istensegíts falvakat. Istensegíts plébánosaként ő is nevezte el a falut. Mártonffi Mór feljegyzéseiből ismerjük azt is, hogy a két község lakói a moldvai Szamoskáról érkeztek Bukoviniába.
Saját falujában és más magyar falvakban is iskolát létesített, mely iskolákhoz a tankönyvet Erdélyből hozatta.
Megalapozója volt a szőlőtermesztésnek is Bukovinában, ehhez Erdély és Moldva szőlőtermelő vidékeiről hozatott szőlőoltványokat.
Mártonffi segítségével még 1784. november 8-án, 30-án és 1785. január 2-án is érkezett három székely telepes csoport, melyek a már meglévő falvakban oszlottak szét.
Istensegítsen érte a halál is; 55 éves korában, 1794. december 22-én.